# Mark Greene
Dr. Mark Greene kitalált szereplő a Vészhelyzet című kórházsorozatban. A megszemélyesítője Anthony Edwards volt. A sorozat nagy részében Greene volt a kórház sürgősségi osztályának központi szereplője, gyakori közvetítő a vitás felek között, és olyan személyiség, akit mindenki tisztelt. Az első nyolc évad egyik központi szereplője volt. 2002-ben a kérésére kiírták a sorozatból, a szerepe szerint agytumorban (glioblastoma multiforme) halt meg. A 15. évadban 1 rész erejéig visszatért egy visszaemlékezés formájában.

## A kitalált személy története
Mark Greene egyedüli gyermek volt, édesanyja Ruth, és édesapja David Greene, az Egyesült Államok tengerésze nevelte fel. Apja munkájának köszönhetően gyakran költözködtek. Mark sosem került túl közel az apjához, az anyjával mindig is sokkal jobb viszonya volt. Még a gimnáziumban kezdett kapcsolatot későbbi feleségével, Jenniferrel. Az orvosi egyetemen ismerte meg későbbi kollégáját, Peter Bentont. A gyakorlatát a chicagói megyei kórház sürgősségi osztályán végezte el, ahol később felajánlották neki a vezető rezidensi állást. A gyakornoki évei elteltével a felesége unszolására eljárt interjúkra más orvosi rendelőkbe, de végül mégis az osztályon maradt, mint orvos konzultáns. Az osztályon jó barátság alakult ki közte és kollégái, Doug Ross, Susan Lewis és Carol Hathaway között.
Már a bevezető epizódban megmutatkozott erős barátsága Doug Rossal, akit gondosan ellátott és segített, amikor az részegen érkezett az osztályra. Kettejük barátsága kisebb megszakításokkal folyamatos maradt az évek folyamán. Mindazonáltal többször volt nézeteltérésük, mert amíg Greene szeretett ragaszkodni a szabályokhoz, addig Ross minduntalan feszegette a határokat, és nem tisztelte senki tekintélyét. Greene később azzal magyarázta a kettejük közti konfliktust, hogy Ross féltékeny rá, amiért hasonló életkoruk ellenére ő magasabb pozícióba került, és Ross főnöke lett. Greene mindig elítélte Ross nőfaló és felelőtlen viselkedését. Egy alkalommal Ross akkori egyéjszakás barátnője kábítószer túladagolásban meghalt, és ez az eset hosszú ideig feszültséget szított a két orvos között – Ross nehezményezte, hogy Greene az eset után lekezeli, és szakmailag hiteltelennek tartja őt. Greene később beismerte ezt, és bocsánatot kért érte.
A második évad környékére Greene házassága erősen megromlott. A felesége, Jen egyre magasabbra jutott a ranglétrán, de mivel Greene állandóan dolgozott (gyakran éjszaka és hétvégén is), és volt egy fiatal kislányuk is, ő nem tudott elegendő időt szenteli az ügyvédi munkájának. Később fel is rótta Greene-nek, hogy az orvosi egyetem ideje alatt ő készségesen viselte az otthoni feladatokat, és most, hogy a nő számára is eljött a feljebb jutás lehetősége, a férfi nem hajlandó megtenni ugyanezt érte. Az eset odáig vezetett, hogy Jen elköltözött Milwaukee-ba, a munkája helyszínére. Egy darabig úgy tűnt, hogy sikerült megoldani, a gondjaikat, de később Jen más férfival kezdett találkozgatni, és végül elváltak. Lányuk, Rachel az anyjánál maradt Milwaukee-ban.
Miután letelt a gyakornoki ideje, Kerry Weavert ajánlotta maga után vezető rezidensnek. Később több problémája adódott abból, hogy közvetítenie kellett a szabályokhoz mereven ragaszkodó, a tökéletességet mindig elváró Weaver, valamint a barátainak tartott kollégái között. Kettejük kapcsolata sosem volt felhőtlen, de Weaver később elárulta, hogy Greene-t tekintette az osztályon az egyetlen barátjának, még ha a kettejük kapcsolatát mindig is egyfajta versengésnek fogta is fel.
Az idő elteltével egyre szorosabb kapcsolat alakult ki közte és Lewis doktornő között. Már odáig jutottak, hogy mindketten elismerték, éreznek egymás iránt valamit, de családi okok miatt Lewis elköltözött a városból, így sosem történt közöttük semmi. Az eset nagyon megviselte Greene-t. Később valaki – feltehetően egy elhunyt beteg hozzátartozója – megtámadta Greene-t a mosdóban, és durván összeverte. Az eset után a férfi komor és érzékelten lett, és egy pisztolyt is vásárolt magának, annyira rettegett egy újabb támadástól. Többek közt ezen eset következményeként Rosshoz hasonlóan ő is lazított az erkölcsein, például egy időben egyszerre több nőt hívott el randevúra. Ez azonban csak egy rövid időszak volt az életében. Az eset kapcsán elismerte Malik-nek, a fekete ápolónak, hogy hibázott, és rasszista volt, amikor automatikusan azt hitte egy lőtt sérüléssel beérkező fekete férfiról, hogy drogdíler, a vele egy időben beérkező, ugyancsak lőtt sebet kapó fehér férfiról pedig feltételezte, hogy ő az áldozat, holott pont fordítva volt.
Több alkalmi kapcsolat után közelebbi kapcsolatba került kollégájával, Elizabeth Corday sebésszel. Később kislányuk született, Ella. A hetedik évadban összeházasodtak, és egy kertes házba költöztek. Később hozzájuk költözött a kamaszodó lánya, Rachel is.
Még házasságuk előtt Greene agyában tumort fedeztek fel. Bár nem sok reménye volt, mégis elutazott New Yorkba, ahol egy helyi sebész sikeresen megműtötte. Ezt követően a kollégái felfigyeltek rá, hogy sokkal gorombább és türelmetlenebb a betegekkel, mint azelőtt. Weaver jelentette ezt a felettes hatóságuknak, amelynek hatására felül kellett vizsgálni, hogy Greene alkalmas-e a munkája elvégzésére. Bár átment a teszten, emiatt annyira megromlott a viszony közte és Weaver között, hogy az esküvőre sem hívták el. Körülbelül egy év múlva a tünetek újra előjöttek, és kiderült, hogy a tumor kiújult, és nem lehet megoperálni. Greene addig dolgozott, amíg képesnek érezte magát rá. Az utolsó napján így köszönt el John Carter doktortól (aki az első részben még harmadéves orvostanhallgató volt): „maga a hangadó” (eredetiben „you set the tone”. Érdekesség, hogy az első évad legelső részében ugyanezt mondta őneki David Morgenstern, a sürgősségi vezetője (bár a magyar szinkron akkor azt így fordította: „intézkedj!”). Greene és a családja elutaztak Hawaiira, hogy megmutassa lányának, Rachelnek, hol nevelkedett fel. Itt hunyt el 38 évesen.

## Visszalátogatás a sorozatba
2008-ban a producerek megerősítették, hogy Dr. Greene visszatér egy epizód erejéig a sorozatba – hasonlóan a többi egykori főszereplőhöz, akik ugyancsak visszatértek egy-két jelenet erejéig. Greene visszatérése értelemszerűen egy visszaemlékező epizód volt, amely 2002 környékén játszódott, amikor már kiújult az orvos tumora, de még dolgozott a sürgősségin. A történet szerint a sürgősségi osztály 2008-as vezetője, Dr. Catherine Banfield visszaemlékezik arra, hogy az akkor ötéves kisfiát hirtelen rosszulléttel beszállították a sürgősségire, ahol Greene lett az orvosa. Az epizódban egy rövid pillanatra feltűnik Weaver és Robert Romano, a sürgősségi akkori vezetője is. Bár Banfield fia meghal az epizód során, Greene nagy kitartással, minden szakmai tudását bevetve küzd az életéért. Ezzel annyira kivívja Banfield tiszteletét, hogy évekkel később, amikor habozik, hogy felvegye-e dolgozni az osztályra a visszatérő Carter doktort, annak elég csak megemlítenie, hogy Greene mellett tanult, és Banfield nem is kérdez többet.